# Прапор Плоского Потоку
Прапор Плоского Потоку — один з офіційних символів села Плоский Потік, підпорядкованого Плосківській сільській раді Свалявського району Закарпатської області.
Затверджений 30 червня 2008 року рішенням сесії сільської ради.
Автор проекту прапора — Андрій Гречило.

## Опис
Квадратне синє полотнище, посередині якого йде біла хвиляста смуга (завширшки в 1/5 сторони прапора).

## Зміст
Прапор побудований на основі символіки герба поселення. Хвиляста смуга означає річку Малу Пиню та вказує на назву села.
Квадратна форма полотнища відповідає усталеним вимогам для муніципальних прапорів (прапорів міст, селищ і сіл).